# 가라스야마정
미나미나스정(일본어: 烏山町)은 일본 도치기현 동부에 위치했던 정이다. 우쓰노미야시로의 통근율은 9.5%(2000년 인구 조사). 2005년 10월 1일, 미나미나스정과 합병해 나스카라스야마시가 되었다.

## 지리
엔나구릉의 남단에 위치하고 하치구 산지 구릉지를 동쪽으로 바라보면서 마을 중앙으로 나카 강이 흐른다.

## 역사
- 1889년 4월 1일 - 정촌제 시행과 함께 무카다촌, 사카이촌, 나나고촌이 성립하였다.
- 1923년 4월 15일 - 가라스야마 선이 개업하였다.
- 1954년 3월 31일 - 무카다촌, 사카이촌, 나나고촌이 합병해 나스군 가라스야마정이 성립하였다.
- 2005년 10월 1일 - 미나미나스정과 가라스야마정이 합병해 나스카라스야마시가 성립하였다.

## 교통

### 철도
- 동일본 여객철도 가라스야마 선

### 도로
- 국도 제294호선